# Лу Инци
Лу Инци (кит. трад. 盧映錡, упр. 卢映锜, пиньинь Lú Yìngqí; род. 6 апреля 1985, уезд Пиндун, Тайвань) — тайваньская
тяжелоатлетка, член национальной сборной Тайваня. Бронзовый призёр Олимпийских игр 2008 года в Пекине в категории до 63 кг. На соревнованиях подняла в сумме 231 кг (рывок — 104 кг, толчок — 127 кг).
Заняла 8-е место на чемпионате мира по тяжёлой атлетике 2006 года в Санто-Доминго в категории до 63 кг с итоговым результатом 215 кг.
В 2009 году завоевала бронзовую медаль в категории до 69 кг на проходивших в Гонконге 5-х Восточноазиатских играх.
Окончила Тажэньский университет.